# Gosztola
Gosztola è un comune dell'Ungheria di 51 abitanti (dati 2001). È situato nella contea di Zala.